# Makak tmavý
Makak tmavý (Macaca maura), jinak také paviánec tmavý, lenoop černý nebo budeng je druh úzkonosého primáta z čeledi kočkodanovití (Cercopithecidae) a rodu makak (Macaca). Druh popsal Heinrich Rudolf Schinz roku 1825. Někdy se kříží s makakem tonkeánským (M. tonkeana).

## Výskyt
Makakové tmaví žijí pouze na ostrově Sulawesi (Celebes), konkrétně v jeho jihozápadní části. K životu dávají přednost především tropickým pralesům, obývají ovšem také křoviny nebo pastviny. Den tráví na zemi i na stromech.

## Popis a chování
Makak tmavý dosahuje velikosti 60–70 cm, hmotnost se u samců odhaduje až na 10 kg, samice bývají menší, u makaků tmavých je tedy vyvinut pohlavní dimorfismus. Srst je tmavohnědá až tmavošedá, v zadní části těla světlejší. Ocas bývá krátký, u druhu jsou vyvinuty výrazné sedací mozoly, které mají samice v období rozmnožování světle růžové. Tlupa se skládá z 5 až 25 jedinců. Samice se může rozmnožovat okolo 6.–7. roku věku, po zhruba 175 dny gravidity se jí narodí jedno mládě, které musí 6–12 měsíců kojit mateřským mlékem. V případě, že jde o samce, před dosažením dospělosti opouští tlupu. Makakové tmaví se mohou dožít až 28 let.

## Ohrožení
Makak tmavý je podle Mezinárodního svazu ochrany přírody (IUCN) ohrožený druh a jeho populace klesá. Nebezpečí představuje především ničení přirozeného prostředí a fragmentace stanovišť, na což se nabaluje také zabíjení těchto opic místními farmáři, protože jsou považovány za škůdce. Mezi lety 1983–2016 populace poklesly o minimálně 50 %.

## Synonyma
- Macaca fusco-ater, Schinz, 1844
- Cynopithecus maurus
- Macaca nigra maura[6]